# Bernhard Sowinski
Bernhard Sowinski (* 30. März 1931 in  Hergisdorf; † 5. Juli 2005) war ein deutscher Germanist.

## Karriere
Sowinski studierte von 1951 bis 1958 in Halle und Köln. Nach der 1959 erfolgten Promotion wurde er zunächst Gymnasiallehrer, seit 1966 war er als Studienrat im Hochschuldienst tätig. 1970 wurde er Studienprofessor an der Universität Köln. Dort habilitierte Sowinski sich 1981 und lehrte seit 1982 als Professor. Zusammen mit Reinhard Meurer gab er die Reihe Oldenbourg-Interpretationen heraus.

## Veröffentlichungen (Auswahl)
- Lehrhafte Dichtung des Mittelalters, Metzler, Stuttgart 1971.
- Deutsche Stilistik, Fischer Taschenbuch Verlag, Auflage 1–7, Frankfurt am Main 1973–1991.
- Heinrich Wattenwiler, »Der Ring«. Herausgegeben, übersetzt und kommentiert von Bernhard Sowinski. Stuttgart 1988.